# Narodne novine
Narodne novine (Folktidningen) är republiken Kroatiens officiella tidning. Den grundades år 1835 och kungör löpande nya lagar, påbud, föreskrifter eller underrättelser. Tidningens huvudkontor ligger på adressen Savski gaj, XIII. put 6 i Novi Zagreb.  

## Historik
Den 6 december 1835 publicerades Narodne novine för första gången under namnet "Novine Horvatzke" (Kroatiska tidningen). Utgivare och redaktör var lingvisten och författaren Ljudevit Gaj. Det var den första tidningen skriven på kroatiska i Zagreb (Agram) som då var provinshuvudstad i den österrikiska provinsen Kroatien. Ditintills var det brukligt att tidskrifter i Zagreb publicerades på latin eller tyska. Åren 1835–1838 publicerades tidningen på den kajkaviska dialekten för att därefter övergå till den štokaviska dialekten. 

## Tidigare namn
Av politiska skäl har tidningen sedan grundandet bytt namn flera gånger:
- 1835–1836: Novine Horvatzke (Kroatiska tidningen)
- 1836–1843: Ilirske narodne novine (Illyriska folktidningen)
- 1843–1844: Narodne novine (Folktidningen)
- 1844–1847: Novine horvatsko-slavonsko-dalmatinske (Kroatiens-Slavoniens-Dalmatiens tidning)
- 1847–1849: Novine dalmato-horvatsko-slavonske (Dalmatiens-Kroatiens-Slavoniens tidning)
- 1849–1853: Narodne novine (Folktidningen)
- 1853–1861: Carsko-kraljevske službe narodne novine (Kejserliga-kungliga tjänstens folktidning)
- 1861–nutid: Narodne novine (Folktidningen)